# Het kaboutertje bij de spekslager

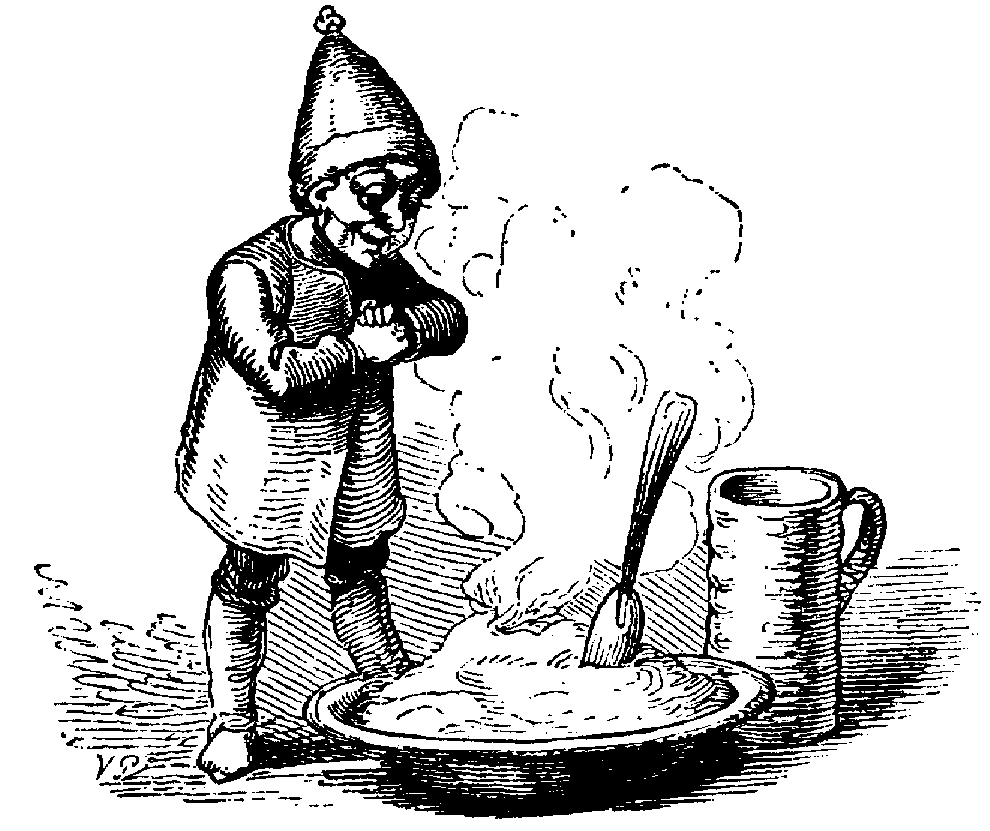
De kabouter en de grutten

Het kaboutertje bij de spekslager is een sprookje van Hans Christian Andersen, het verscheen in 1852.

## Het verhaal
Een kabouter woont op de bovenste verdieping bij een spekslager, die hem elke kerst grutten met boter geeft. Een student komt voor kaas en kaarsen en ziet dat de bladen uit een boek als verpakking worden gebruikt. Hij besluit het overgebleven deel van het boek te kopen in plaats van de kaas. De student zegt dat de spekslager net zoveel verstand van poëzie heeft als een emmer. De kabouter is beledigd door deze opmerking over de spekslager. Met de tongriem van de juffrouw ondervraagt hij de emmer, een koffiemolen, een botervat en de geldkist. Ze zijn het allen eens. De kabouter gaat dan naar de student en ziet hem lezen, er schiet een heldere straal uit het boek. De kabouter ziet de student onder een boom met machtige takken en wil ook daar zijn. 
De kabouter denkt dan aan de grutten en gaat terug, de emmer heeft zolang de tongriem gebruikt en iedereen heeft nu eerbied voor hem. De kabouter kijkt nu elke avond door het sleutelgat en wil naast de student onder de boom zitten. Tijdens kerst krijgt de kabouter grutjes van de spekslager en nu is hij weer de baas. 's Nachts breekt brand uit en de juffrouw pakt haar gouden oorringen, de spekslager zijn obligaties en het dienstmeisje haar zijden mantel. Het kaboutertje grijpt het boek van de student en vlucht via de schoorsteen. Het kaboutertje weet nu waar zijn hart naar verlangd. Als de brand geblust is, besluit de kabouter zich tussen de spekslager en de student te verdelen. Hij kan niet zonder de grutjes.